# Bill Oberst Jr.
 (juin 2019).
Si vous disposez d'ouvrages ou d'articles de référence ou si vous connaissez des sites web de qualité traitant du thème abordé ici, merci de compléter l'article en donnant les références utiles à sa vérifiabilité et en les liant à la section « Notes et références ».
Bill Oberst Jr., né le 21 novembre 1965 à Georgetown en Caroline du Sud, est un acteur américain d'origine allemande qui s'est fait connaître par ses apparitions dans de nombreux films d'horreur.

## Biographie
Oberst est né à Georgetown, en Caroline du Sud, où il a grandi. Il est diplômé de l'Université de Caroline du Sud. Depuis sa plus tendre enfance, il s'est produit en tant qu'interprète théâtral et a incarné plusieurs personnalités historiques, comme Mark Twain, Abraham Lincoln et John Fitzgerald Kennedy. Il a également développé le spectacle Stand-up Quand la comédie est drôle.

## Filmographie

### Films
- 2006 : American Gym Teacher
- 2007 : The Way of The Wicked
- 2008 : The Journey
- 2008 : W Is For Witch
- 2008 : Le Secret de Lily Owens (The Secret Life of Bees) de Gina Prince-Bythewood : shériff Gaston
- 2009 : Dismal de Gary King : Dale
- 2009 : Callous de Joey Lanai : Little Joe
- 2009 : Wesley de John Jackman : Peter Boehler
- 2009 : Grilling Bobby Hicks de Tommy Wood : Juan / le vieil homme Wampler
- 2009 : Nowhere Mary : The Stranger
- 2010 : Desert Son de James Mann et Brandon Nicholas : le beau-père
- 2010 : The Devil Within de Tom Hardy : Principal Edwards
- 2010 : Red Dirt Rising de Kathleen 'Bo' Bobak et James Suttles : Buck
- 2010 : Ripped Memories de Marc Fortin : Harold
- 2010 : Nude Nuns with Big Guns de Joseph Guzman : frère John
- 2010 : Dogs of Chinatown de Volt Jones et Micah Moore : Vitario
- 2011 : Wonderland : The Mysterious One
- 2011 : Princess and the Pony de Rachel Lee Goldenberg : Theodore Snyder
- 2011 : Highclimber de Rocky Hessler : Franklin
- 2011 : Born bad : un tueur né (Born Bad) de Jared Cohn : Gary
- 2011 : A Haunting in Salem de Shane Van Dyke : Wayne Downs
- 2011 : Pirates des Caraïbes : La Fontaine de Jouvence (Pirates of the Caribbean: On Stranger Tides) de Rob Marshall
- 2011 : The Symphony de Michael LaPointe : Chancelier
- 2012 : Resolution de Justin Benson et Aaron Moorhead : Byron
- 2012 : Scary or Die de Bob Badway et Michael Emanuel : Buck
- 2012 : Abraham Lincoln, tueur de Zombies (Abraham Lincoln vs. Zombies) de Richard Schenkman : Abraham Lincoln
- 2012 : Children of Sorrow de Jourdan McClure : Simon Leach
- 2013 : Deadly Revisions de Gregory Blair : Grafton Torn
- 2013 : The Retrieval de Chris Eska : Burrell
- 2013 : Grooming Giselle de Kate Cohen : Lenny
- 2013 : Jet-Lagged de Gregory Flitsanov : un maniaque
- 2013 : The Den de Zachary Donohue : Skeeter (non crédité)
- 2014 : Black Water Vampire de Evan Tramel : Raymond Banks
- 2014 : Werewolf Rising de BC Fourteen : Rhett
- 2014 : A Grim Becoming de Adam R. Steigert : Phill Looney
- 2014 : Coyote de Trevor Juenger : Bill
- 2015 : Zombieworld : Marvin Gloat
- 2016 : Rock and Roll: The Movie de Darren Dowler : Mo
- 2016 : Ditch Day de Joe Hendrick : Vick (anciennement connu sous le nom Ditch ou Ditch Day Massacre)
- 2018 : Dis de Adrian Corona : Ariel
- 2018 : Lifechanger de Justin McConnell : Drew (voix)
- 2019 : 3 From Hell de Rob Zombie : Tony Commando
- 2019 : Synchronic de Justin Benson et Aaron Moorhead : The Looter
- à venir : The Ballad of Tennessee Rose de Paul McKoy : Jack Allen

### Court-métrage
- 2007 : The Street Cleaner : Jeremy Cooper
- 2008 : Ten Pistols
- 2009 : Civil : Sniper
- 2010 : Altered Design : Dr Elliot Beverly
- 2010 : Forfeit Of Grace : Victor
- 2011 : Take This Lollipop : le stalker sur Facebook
- 2011 : Nobody Loses All the Time : Gordon
- 2012 : Assassins : Nathan
- 2012 : The Beast : Michel
- 2012 : Skitta Merink : Harold

### Télévision
- 2007 : Sherman's March : général William Tecumseh Sherman
- 2007 : Nine Billion Miles From Earth, Cartoon Network for Adult Swim
- 2008 : Lost Tapes : braconnier (saison 1, épisodes 1 et 2)
- 2008 : LG15: The Resistance (13 épisodes) : Dr Leonard J. Alderman
- 2009 : Face au danger (Surviving Disaster) (saison 1, épisode 9) : chef terroriste dans le métro
- 2009 : Idiot Hall of Fame (épisode pilote) : Mr. Lugnut Shooter
- 2009-2011 : 1000 Ways to Die (3 épisodes)
- 2010 : True Blood (saison 3, épisode 7) : dresseur de chiens de combat
- 2010 : Kill Spin (saison 1, épisodes 1 à 6) : Heinz
- 2011 : Katie, bannie des siens (The Shunning, téléfilm) par Michael Landon Jr. : Samuel Lapp
- 2011 : Death Valley (saison 1, épisodes 3 et 4) : Zombie
- 2013 : L'Héritage de Katie (The Confession, téléfilm) par Michael Landon Jr. : Samuel Lapp
- 2014 : Esprits criminels (Criminal Minds) (saison 9, épisode 20) : un suspect
- 2016 : Scream Queens : Clark (saison 2, épisode 8 : Rapunzel, Rapunzel)
- 2018 : Age of the Living Dead : Rafael (saison 1, épisodes 1 à 6)

### Théâtre
- Tonight: Mark Twain (2005-2009)
- Stand-Up: When Comedy Was Funny (2001-2008)
- A Tribute To Lewis Grizzard (1999-2010)
- JFK (1996-2004) : John Fitzgerald Kennedy
- Jesus of Nazareth (1994-2004) : Jésus de Nazareth